# 25 del Cranc
25 del Cranc (25 Cancri) és un estel a la constel·lació del Cranc de magnitud aparent +6,10. S'hi troba a 146 anys llum de distància del sistema solar.
25 Cancri és un estel blanc-groc de la seqüència principal de tipus espectral F6V. Semblant a ρ Tucanae o a 110 Herculis, té una temperatura efectiva de 6.472 - 6.488 K i una lluminositat sis vegades superior a la lluminositat solar. El seu diàmetre angular, de 0,395 mil·lisegons d'arc, permet estimar el seu radi, sent aquest un 90% més gran que el del Sol. Gira sobre si mateixa amb una velocitat de rotació projectada —límit inferior de la mateixa— de 10 km/s i té una massa entre 1,30 i 1,37 masses solars. És un estel del disc fi amb una edat de 2.300 milions d'anys.
25 Cancri presenta una metal·licitat —abundància relativa d'elements més pesants que l'heli— inferior a la solar entre un 33% i un 50%, el valor varia depenent de la font consultada. El seu contingut de liti és, no obstant això, més elevat que el del Sol (logє[Li] = 2,58), la qual cosa no és estranya ja que el nostre estel sembla estar empobrida en aquest element amb relació a altres estels anàlegs del seu entorn.